# Кванмёнсон
Кванмёнсон (кор. 광명성, «Яркая звезда») — серия искусственных спутников Земли Корейской Народно-Демократической Республики.

## «Кванмёнсон-1»
Первый ИСЗ КНДР (экспериментально-технологический), был запущен 31 августа 1998 года ракетой-носителем Пэктусан-1 с космодрома Тонхэ. Запуск был объявлен в КНДР успешным, но специалисты США и России наличие ИСЗ на орбите не подтвердили.

## «Кванмёнсон-2»
Второй ИСЗ КНДР (экспериментальный спутник связи), запущенный 5 апреля 2009 года с помощью новой ракеты-носителя Ынха-2 с космодрома Тонхэ, вновь был заявлен КНДР успешно выведенным на орбиту, но мировыми экспертами не наблюдался.

## «Кванмёнсон-3»
Третий ИСЗ КНДР, заявленный как прикладной спутник дистанционного зондирования Земли, был неудачно запущен 13 апреля 2012 года с помощью новой ракеты-носителя Ынха-3 с нового космодрома Сохэ. 12 декабря того же года ещё один спутник Кванмёнсон-3 был успешно выведен на околоземную орбиту.

## «Кванмёнсон-4»
Четвёртый ИСЗ КНДР, заявленный как искусственный спутник Земли, был запущен 5 февраля 2016 года с помощью ракеты-носителя Ынха-3 с космодрома Сохэ. Пентагон заявил, что спутник якобы не работает и двигается в космосе хаотично, однако ВКС России 22 февраля 2016 года в сообщении ТАСС подтвердили, что спутник «Кванмёнсон-4» выполняет зондирование земли, что подтверждает официальное заявление КНДР об успешности запуска спутника.